# علامة الرصعة
علامة الرصعة (بالإنجليزية: Dimple sign)‏ أو علامة فيتزباتريك (بالإنجليزية: Fitzpatrick sign)‏ هي علامةٌ طبية جلدية، تتمثل بحدوث انخفاضٍ في الجلد عند الضغط الجانبي (الوحشي) عليه، وترتبط هذه العلامة مع الورم الليفي الجلدي.